# Великояуське сільське поселення
Великояу́ське сільське поселення (рос. Большеяушское сельское поселение) — муніципальне утворення у складі Вурнарського району Чувашії, Росія. Адміністративний центр — присілок Великі Яуші.

## Населення
Населення — 788 осіб (2019, 1049 у 2010, 1291 у 2002).

## Склад
До складу поселення входять такі населені пункти:
| Населений пункт       | Населення, осіб (2002) | Населення, осіб (2010) |
| --------------------- | ---------------------- | ---------------------- |
| Великі Яуші, присілок | 668                    | 557                    |
| Ойкас-Яуші, присілок  | 336                    | 267                    |
| Сіньял-Яуші, присілок | 282                    | 223                    |
| Талхір, присілок      | 5                      | 2                      |